# Ringsted
Ringsted je město v regionu Sjælland na ostrově Sjælland na východě Dánska, zhruba 60 km od hlavního města Kodaně. Město je významný dopravní uzel a jedno z nejstarších měst v Dánsku.
Dějiny města sahají do středověku, kdy bylo panovnickým sídlem a kdy byl založen místní benediktinský klášter. Románsko-gotický kostel sv. Benedikta je ze 12. století a našla zde poslední odpočinek řada dánských panovníků.

## Partnerská města
- Gyöngyös – Maďarsko
- Halden – Norsko
- Kutná Hora – Česko
- Ringsted (Iowa) – Spojené státy americké
- Skövde – Švédsko
- Vammala – Finsko